# 梭子草科
梭子草科是被大多数分类法所承认的一类显花植物。
1981年的《克朗奎斯特分类法》将其分入灯芯草目，鸭跖草亚纲。
1998年的《APG 分类法》将其列入禾本目。
2003年经过修订的《APG II 分类法》将其和袖珍棕榈科合并为一科，隶属于禾本目下。
目前这个科只包括两属：梭子草属和袖珍棕榈属，一共只有几种，都是多年生湿生植物。